# Edwin Hickman Ewing
Edwin Hickman Ewing (* 2. Dezember 1809 in Nashville, Tennessee; † 24. April 1902 in Murfreesboro, Tennessee) war ein US-amerikanischer Politiker. Zwischen 1845 und 1847 vertrat er den Bundesstaat Tennessee im US-Repräsentantenhaus.

## Werdegang
Edward Ewing war der ältere Bruder von Andrew Ewing (1813–1864), der zwischen 1849 und 1851 ebenfalls für Tennessee im Kongress saß. Nach der Grundschule studierte er bis 1827 an der University of Nashville. Nach einem anschließenden Jurastudium und seiner im Jahr 1831 erfolgten Zulassung als Rechtsanwalt begann er in Nashville in seinem neuen Beruf zu arbeiten. Im gleichen Jahr wurde er Kuratoriumsmitglied der University of Nashville. Diese Position bekleidete er bis zu seinem Tod.
Politisch gehörte Ewing der Whig Party an. In den Jahren 1841 und 1842 war er Abgeordneter im Repräsentantenhaus von Tennessee. Nach dem Tod des Abgeordneten Joseph Hopkins Peyton am 11. November 1845 wurde er bei der fälligen Nachwahl für den achten Sitz von Tennessee als dessen Nachfolger in das US-Repräsentantenhaus in Washington, D.C. gewählt, wo er bis zum 3. März 1847 die laufende Legislaturperiode beendete. Im Jahr 1846 verzichtete er auf eine erneute Kandidatur. Seine Amtszeit im Kongress war von den Ereignissen des Mexikanisch-Amerikanischen Krieges geprägt.
Nach seinem Ausscheiden aus dem US-Repräsentantenhaus praktizierte Edward Ewing wieder als Anwalt. Nach dem Bürgerkrieg wurde er Präsident der University of Nashville. Er starb am 24. April 1902 in Murfreesboro im Alter von 92 Jahren.